# تپه زرین گری نوریاب۲
تپه زرین گری نوریاب۲ در شهرستان پاوه، بخش مرکزی، روستای نوریاب واقع شده و این اثر در تاریخ ۱۱ مرداد ۱۳۸۴ با شمارهٔ ثبت ۱۲۴۵۱ به‌عنوان یکی از آثار ملی ایران به ثبت رسیده است.